# مسرشميت مي 410
مسرشميت مي 410 (بالإنجليزية: Messerschmitt Me 410) هي مقاتلة-قاذفة أنتجت في 1943. كانت تستخدم بشكل أساسي من قبل سلاح الجو الألماني. كان أول طيران لها في 1942. انتهت خدمتها في 1945. صنع منها 1,200 طائرة.

## المستخدمون
- سلاح الجو الألماني (الرايخ الثالث)
- القوات الجوية المجرية